# Julie Moss
Pour les articles homonymes, voir Moss.
Julie Moss, née le 15 octobre 1958, est une triathlète américaine.
Sa mésaventure de fin de course, lors de l'Ironman d'Hawaï en 1982 fut diffusée dans le monde entier, par la chaîne ABC. Cet exploit involontaire participe à la popularisation mondiale de la compétition et devient une sources d'inspiration, tant des futurs compétiteurs que de la marque Ironman, qui adopte pour devise : « Tout est possible » « Anything is possible ».  

## Biographie
Julie Moss est étudiante, lorsqu'elle participe à l’édition de l'Ironman d'Hawaï en février 1982, dans le cadre de recherches sur sa thèse autour de la physiologie du sport. Elle prend rapidement la tête de la course et se maintient avec une confortable avance. À trois kilomètres de l'arrivée, gravement déshydratée et à bout de force, elle cède inexorablement son avance. elle se met à tituber à 400 mètres de l'arrivée et n'arrive plus à se mouvoir en droite ligne. Totalement déshydratée, elle tombe et se relève plusieurs fois et s’écroule complètement à moins de 10 mètres de ligne d'arrivée. L'Américaine Kathleen McCartney la double à cet instant. Julie Moss, dans un état second, ne renonce pas et passe la ligne d'arrivée en rampant, 39 secondes après sa compatriote.
La scène et ses effets dramatiques, filmée et diffusée dans le monde entier, font connaitre au public l'existence de cette compétition hors-normes. 
Julie Moss perd le titre mais inscrit dans l'histoire un des moments les plus emblématiques de la compétition, qui contribue à forger sa devise : « Tout est possible » (« Anything is possible »).
Elle continue par la suite de participer à des triathlons Ironman ou internationaux longue distance comme le triathlon international de Nice. Elle fut mariée avec Mark Allen (multiple vainqueur de l'Ironman d'Hawaï puis du championnat du monde d'Ironman) de 1989 à avril 2002,.
En 1994, elle est deuxième personnalité après Dave Scott et la première femme à rentrer dans l'Ironman Hall of Fame.

## Palmarès
Le tableau présente les résultats les plus significatifs (podium) obtenus sur le circuit national et international de triathlon depuis 1982.
| Année | Compétition                     | Pays             | Position           | Temps           |
| ----- | ------------------------------- | ---------------- | ------------------ | --------------- |
| 1989  | Ironman Japon                   | Japon            | Médaille d'or      | 9 h 36 min 42 s |
| 1987  | Wildflower Triathlon            | États-Unis       | Médaille d'or      | Timing          |
| 1986  | Ironman Japon                   | Japon            | Médaille d'or      | 10 h 4 min 53 s |
| 1986  | Ironman Nouvelle-Zélande        | Nouvelle-Zélande | Médaille d'argent  |                 |
| 1985  | Ironman Japon                   | Japon            | Médaille d'or      | 10 h 4 min 53 s |
| 1984  | Triathlon International de Nice | France           | Médaille d'argent  | 7 h 7 min 1 s   |
| 1984  | Triathlon de Cologne            | Allemagne        | Médaille d'or      | Timing          |
| 1983  | Championnat des États-Unis      | États-Unis       | Médaille de bronze | 2 h 53 min 28 s |
| 1982  | Ironman d'Hawaï - février       | États-Unis       | Médaille d'argent  | 11 h 10 min 9 s |